# 柘植末利
柘植末利（つげすえとし、1946年 - ）は、日本人のフランス料理人。長崎県雲仙市小浜町雲仙出身。プリンスホテル総料理長。学校法人食糧学院 東京調理製菓専門学校 理事校長。

## 役職
- 学校法人食糧学院 東京調理製菓専門学校 理事校長。
- 元 ザ・プリンスパークタワー東京、東京プリンスホテル執行役員 総料理長。
- 新調理システム推進協会 理事。
- 元社団法人 日本エスコフィエ協会 理事（事務局長）・アカデミー会員。
- トックブランシェ国際倶楽部、コブラン会 会員。
- 長崎県立島原農業高等学校同窓会 副幹事長 （8回卒）

## 略歴
- 1965年（昭和40年）- 長崎県立島原農業高等学校卒業。
  - 東京フライトキッチン入社
- 1972年（昭和47年）- 海外勤務、ヒルトンベルリン（ドイツ語版）、ホテルエルブプリンツ、レストランタントリス（2つ星）
- 1977年（昭和52年）- 赤坂プリンスホテル入社。
- 1998年（平成10年）- 赤坂プリンスホテル料理長。
- 2002年（平成14年）- 赤坂プリンスホテル総料理長。
- 2006年（平成18年）- プリンスホテル総料理長。
- 学校法人食糧学院 東京調理製菓専門学校 理事校長。